# ۱۶۸۷ (میلادی)
۱۶۸۷ (میلادی) هزار و ششصد و هشتاد و هفتمین سال تقویم میلادی است.

## رویدادها
انتشار کتاب اصول ریاضی فلسفه طبیعی نوشته آیزاک نیوتن

## زادگان
- ۲۷ ژانویه – بالتازار نویمان، معمار آلمانی (د. ۱۷۵۳)

## درگذشتگان
- ۱۴ نوامبر - نل گوئین، بازیگر انگلیسی و معشوقهٔ چارلز دوم